# Liste der Baudenkmäler im Bonner Ortsteil Schwarzrheindorf/Vilich-Rheindorf
Die folgende Liste enthält in der Denkmalliste ausgewiesene Baudenkmäler auf dem Gebiet des Bonner Ortsteils Schwarzrheindorf/Vilich-Rheindorf im Stadtbezirk Beuel.
Hinweis: Die Reihenfolge der Denkmäler in dieser Liste orientiert sich an den Straßennamen und ist alternativ nach Hausnummern, Denkmallistennummer oder Bezeichnung sortierbar.
Basis ist die offizielle Denkmalliste der Stadt Bonn (Stand: 15. Januar 2021), die von der Unteren Denkmalbehörde geführt wird. Grundlage für die Aufnahme in die Denkmalliste ist das Denkmalschutzgesetz Nordrhein-Westfalens.
| Bild                                                   | Bezeichnung | Lage                                                      | Beschreibung | Bauzeit         | Eingetragen seit | Denkmal- nummer |
| ------------------------------------------------------ | --- | --------------------------------------------------------- | --- | --------------- | ---------------- | --------------- |
| weitere Bilder                                         | „Wolfsburg“ | An der Wolfsburg 5 Karte                                  | ehemalige Wasserburg | mittelalterlich |                  | A 1642          |
| weitere Bilder                                         | Bildstock Schwarzrheindorf | Arnoldstraße Karte                                        | | 1757            |                  | A 2015          |
| weitere Bilder                                         | Steinkreuz Schwarzrheindorf, „Schildgens-Kreuz“                                                                                      | Bergheimer Straße / Im Gensem Karte                       | | 1716            |                  | A 3029          |
|                                                        | | Bergheimer Straße 15 Karte                                | |                 |                  | A 3998          |
| weitere Bilder                                         | | Dixstraße 8 Karte                                         | |                 |                  | A 304           |
| „Wilhelmsburg“                                         | „Wilhelmsburg“ | Dixstraße 10 Karte                                        | |                 |                  | A 305           |
|                                                        | | Dixstraße 27 Karte                                        | |                 |                  | A 3874          |
| weitere Bilder                                         | Doppelkirche „St. Clemens“ Schwarzrheindorf, einschließlich Pfarrhaus mit Vorbau und Verbindungsgang und Bildstock „Magdalenenkreuz“ | Dixstraße 41/43 Karte                                     | | mittelalterlich |                  | A 488           |
| Doppelkirche „St. Clemens“ Schwarzrheindorf: Pfarrhaus | Doppelkirche „St. Clemens“ Schwarzrheindorf: Pfarrhaus                                                                               | Dixstraße 41 Karte                                        | |                 |                  | A 488           |
| weitere Bilder                                         | Doppelkirche „St. Clemens“ Schwarzrheindorf: Bildstock „Magdalenenkreuz“                                                             | Dixstraße 41 (am Pastorat) Karte                          | |                 |                  | A 488           |
| weitere Bilder                                         | Steinwegekreuz Schwarzrheindorf, „Gensemer Kreuz“                                                                                    | Gensemer Straße Karte                                     | | 1724            |                  | A 3063          |
| weitere Bilder                                         | Ziehbrunnen, „Gensemer Pumpe“ | Gensemer Straße (46) Karte                                | | 19. Jahrhundert |                  | A 1947          |
| weitere Bilder                                         | Bildstock Schwarzrheindorf | Grabenstraße/Vilicher Straße Karte                        | | 1757            |                  | A 2038          |
| weitere Bilder                                         | Jüdischer Friedhof Beuel | Hochwasserdamm (östlich) Karte                            | |                 |                  | A 1854          |
| weitere Bilder                                         | Steinwegekreuz Vilich-Rheindorf, „Köppe-Krücks“                                                                                      | Kommentalweg Karte                                        | | 1705            |                  | A 2153          |
| weitere Bilder                                         | Bildstock 1758, „Petruskreuz“ | Petrusstraße Karte                                        | Lage: am Pastorat der Doppelkirche St. Maria und Clemens, am Fußweg zur Petrusstraße. | 1758            |                  | A 2083          |
| weitere Bilder                                         | Wegekreuz | Stiftsstraße / Ecke Straße Am Ledenhof (Grünanlage) Karte | Ältestes Kreuz im Stadtbezirk Beuel. Die Inschrift ist aus dem Jahr 1931 überliefert, da sie durch Witterungseinflüsse zwischenzeitlich ganz zerstört ist. Inschrift: ANNO (1638) DEN 20. APRILIS (HAT) HERMAN AMBERG VND SEIN HAVSFRAW BEILGEN VON BEEL DIS CREVTS AVFGERICHT ZV DER EREN GOTTES | 1638            |                  | A 1914          |
| weitere Bilder                                         | Steinwegekreuz Vilich „Jungfernkreuz“                                                                                                | Stiftsstraße/Auf dem Mühlenberg Karte                     | Das Wegekreuz wurde 1662 errichtet und befindet sich heute an der Stiftsstraße 16, neben dem Wirtschaftseingang des Klosters. Das Jungfernkreuz wurde 1936 an seine jetzige Stelle versetzt, bis zu diesem Zeitpunkt stand es an der Ecke Adelheidis- und Schultheißstraße. Zu diesem Zeitpunkt war die heute ganz verschwundene Inschrift nur noch teilweise erhalten. Inschrift: JOHANNES THEODORVS SCHEVASTES CANONICVS IN VILICH ME POSVIT ANNO 1692 DEN 22. APRIL (Johannes Theodor Schevastes, Canonicus in Vilich, errichtete mich im Jahre 1692, den 22. April.) | 1662            |                  | A 2021          |
| weitere Bilder                                         | Steinwegekreuz Vilich-Rheindorf | Rheindorfer Straße / An der Wolfsburg Karte               | | 1724            |                  | A 3229          |
| weitere Bilder                                         | Steinwegekreuz Schwarzrheindorf | Rheindorfer Straße/Clemensstraße Karte                    | | 1860            |                  | A 184           |
|                                                        | | Rheindorfer Straße 155 Karte                              | |                 |                  | A 1611          |
|                                                        | | Vilicher Straße 56 Karte                                  | |                 |                  | A 1416          |
| weitere Bilder                                         | Stompe Kröcks | Werdstraße Karte                                          | | 1741            |                  | A 3098          |